# Michael Bennet
Pour les articles homonymes, voir Bennet.
Cet article possède un paronyme, voir Michael Bennett.
Michael Bennet, né le 28 novembre 1964 à New Delhi, est un homme politique américain, membre du Parti démocrate et sénateur du Colorado au Congrès des États-Unis depuis 2009.
Il est nommé sénateur des États-Unis pour le Colorado par le gouverneur Bill Ritter à la suite de la démission de Ken Salazar, qui devient secrétaire à l'Intérieur des États-Unis dans le cabinet du président Barack Obama. Il est élu de plein titre aux élections de 2010 et réélu lors des élections de 2016. Il se présente sans succès aux primaires démocrates pour l'élection présidentielle de 2020.

## Biographie

### Jeunesse et études
Né à New Delhi en Inde, où son père travaille à l'ambassade américaine, Michael Bennet obtient un baccalauréat ès arts d'histoire à l'université Wesleyenne en 1987, puis est diplômé de l'école de droit de l'université Yale.

### Carrière professionnelle
De 1988 à 1990, Michael Bennet est assistant de Dick Celeste, alors gouverneur de l'Ohio, puis travaille au sein de la cour d'appel des États-Unis pour le quatrième circuit, avant de rejoindre le cabinet du procureur général adjoint des États-Unis dans l'administration de Bill Clinton. Après six ans passés dans le secteur privé, il revient dans l'administration publique en 2003 comme chef de cabinet du maire de Denver et futur gouverneur du Colorado, John Hickenlooper. Le 1er juillet 2005, il prend les fonctions de superintendant des écoles publiques de Denver.

### Parcours politique
Le 3 janvier 2009, il est nommé par le gouverneur du Colorado, Bill Ritter, comme sénateur de l'État pour achever le mandat de Ken Salazar, qui devient secrétaire à l'Intérieur des États-Unis dans l'administration Obama. Bennet prête serment et entre en fonction le 21 janvier, au lendemain de la prise de fonction de son prédécesseur au cabinet.

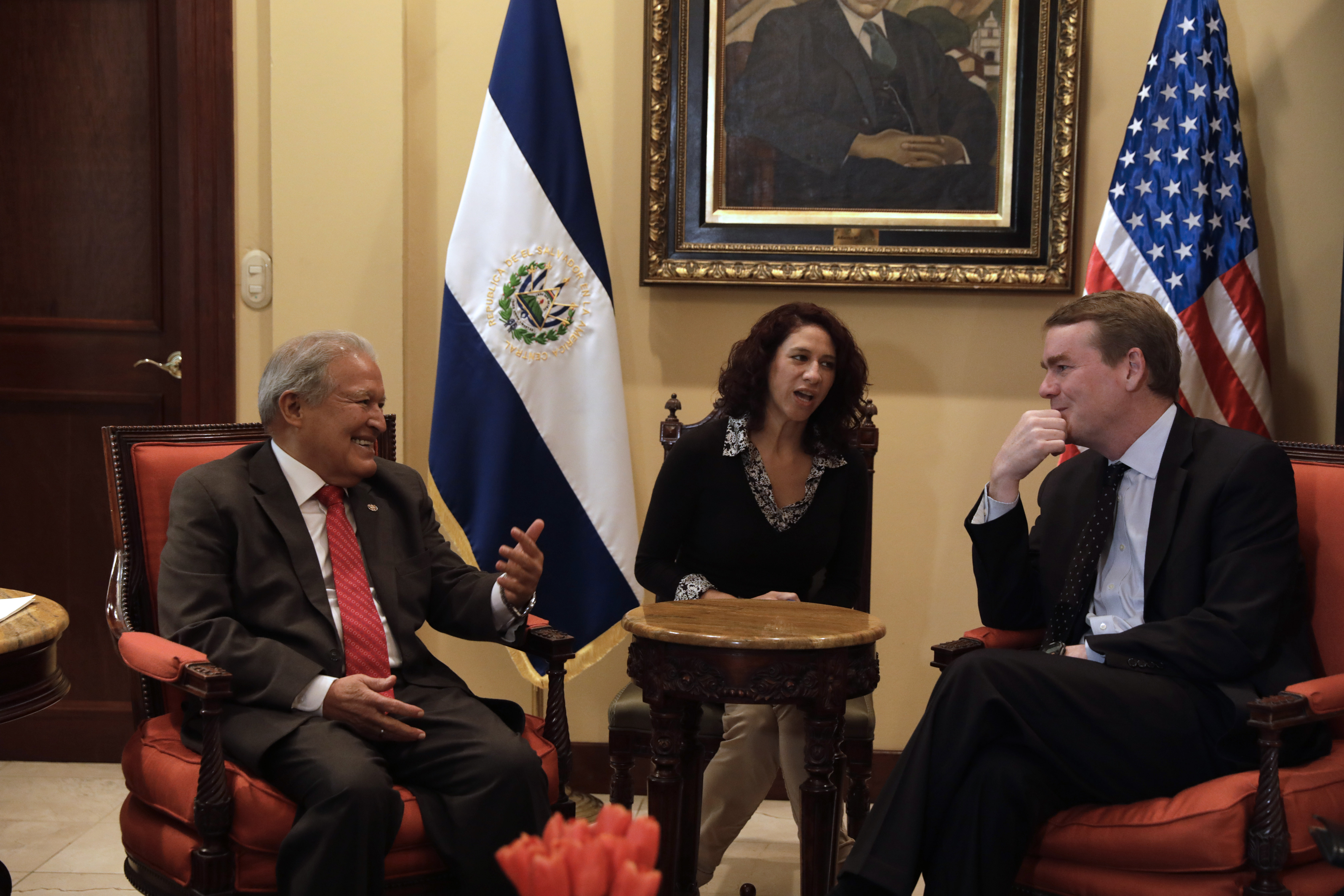
Michael Bennet reçu par le président salvadorien Salvador Sánchez Cerén, à San Salvador, en 2017.

Candidat lors des élections sénatoriales de 2010, il affronte lors de la primaire démocrate Andrew Romanoff (en), ancien président de la chambre des représentants du Colorado soutenu par Bill Clinton. Il remporte la primaire avec 54 % des voix. Il remporte ensuite l'élection générale du 2 novembre 2010 avec 48,1 %, devançant ainsi son adversaire républicain Ken Buck qui obtient 46,4 %. Il commence un mandat complet le 3 janvier 2011.
Il est réélu lors des élections de 2016 avec près de 50 % des voix, face au républicain Darryl Glenn, à 44,3 % des voix.

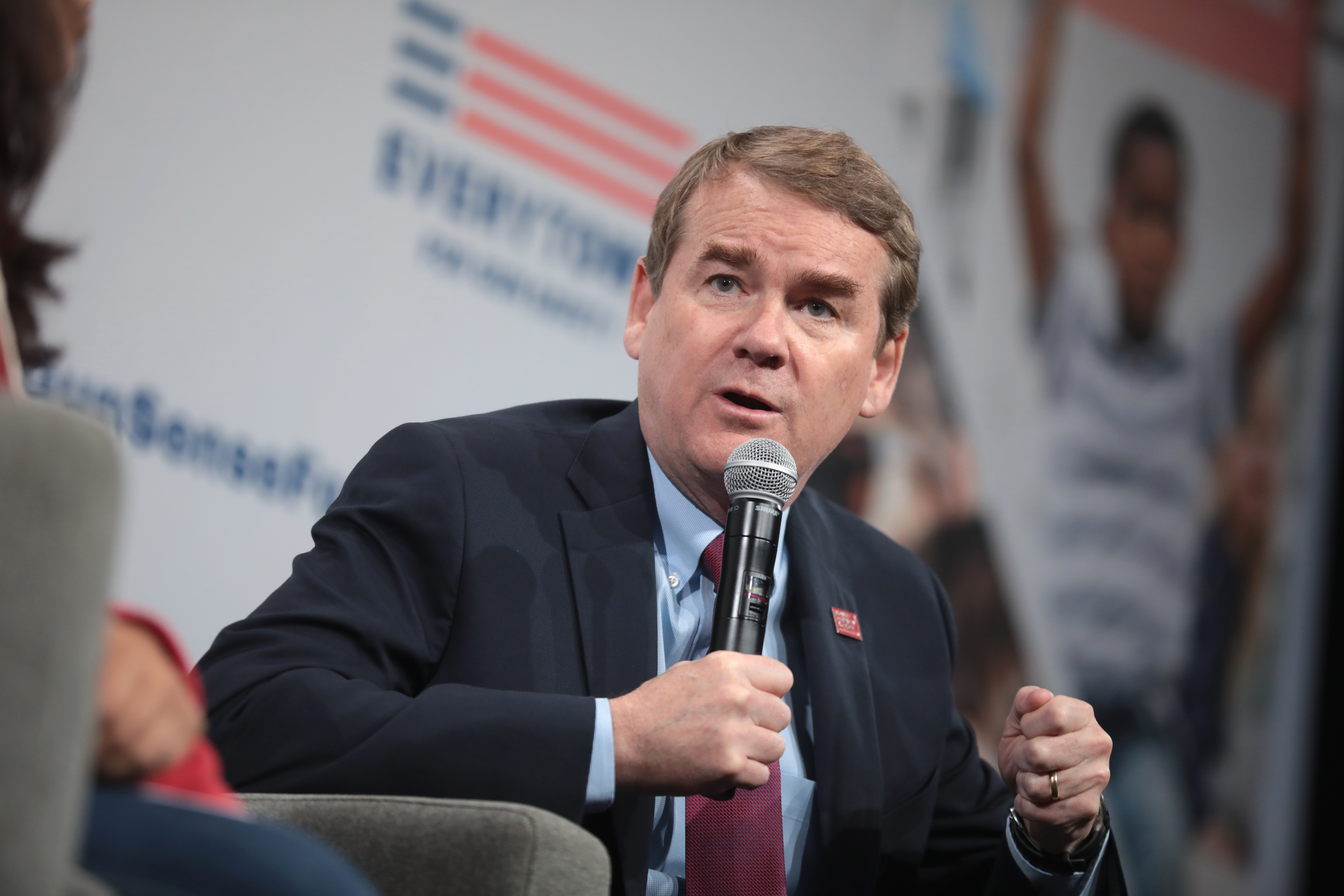
Bennet en campagne en vue des primaires démocrates de 2020, à Des Moines (Iowa), en août 2019.

Il annonce le 2 mai 2019 qu'il se porte candidat aux primaires présidentielles démocrates, portant à 21 le nombre de candidats espérant décrocher l'investiture du parti pour affronter le républicain sortant Donald Trump le 3 novembre 2020. Il se présente comme un pragmatiste, mais n'arrive finalement pas à se démarquer de ses concurrents plus connus, tels que Joe Biden, Bernie Sanders, Elizabeth Warren ou Michael Bloomberg.
Michael Bennet se retire de la course après la primaire du New Hampshire, lors de laquelle il se place onzième derrière Deval Patrick.
En avril 2025, il annonce sa candidature au poste de gouverneur du Colorado aux élections de novembre 2026, lors desquelles le démocrate sortant Jared Polis n'est pas éligible à un troisième mandat.

### Vie privée
Depuis 1997, Michael Bennet est marié à Susan Daggett, avocate. Ils sont les parents de trois filles. Il est opéré avec succès d'un cancer de la prostate en 2019.